# Eslovaquia en los Juegos Paralímpicos de Río de Janeiro 2016
Eslovaquia estuvo representada en los Juegos Paralímpicos de Río de Janeiro 2016 por un total de 28 deportistas, 21 hombres y siete mujeres.

## Medallistas
El equipo paralímpico eslovaco obtuvo las siguientes medallas:
| Nombre                                            | Deporte           | Evento                                           |
| ------------------------------------------------- | ----------------- | ------------------------------------------------ |
| Oro                                               |                   |                                                  |
| Michaela Balcová Róbert Ďurkovič Samuel Andrejčík | Bochas            | Dobles BC4 mixto                                 |
| Jozef Metelka                                     | Ciclismo en pista | Persecución individual C4 masculino              |
| Jozef Metelka                                     | Ciclismo en ruta  | Contrarreloj C4 masculino                        |
| Veronika Vadovičová                               | Tiro              | Rifle de aire de pie 10 m SH1 femenino           |
| Veronika Vadovičová                               | Tiro              | Rifle de aire en posición tendida 10 m SH1 mixto |
| Plata                                             |                   |                                                  |
| Samuel Andrejčík                                  | Bochas            | Individual BC4 mixto                             |
| Jozef Metelka                                     | Ciclismo en pista | 1 km contrarreloj C4-5 masculino                 |
| Veronika Vadovičová                               | Tiro              | Rifle en tres posiciones 50 m SH1 femenino       |
| Bronce                                            |                   |                                                  |
| Marián Kuřeja                                     | Atletismo         | Maza F51 masculino                               |
| Patrik Kuril                                      | Ciclismo en ruta  | Contrarreloj C4 masculino                        |
| Peter Kinik                                       | Tiro con arco     | Compuesto individual W1 masculino                |